# Pieter Quast
Pieter Jansz Quast (Amsterdam, 17 April 1605 – Amsterdam, 29 maggio 1647) è stato un pittore olandese.

## Biografia
Nato ad Amsterdam, si trasferì in giovane età a L'Aia, dove si iscrisse alla gilda dei pittori locali nel 1634. Ritornato a Amsterdam verso il 1644, vi morì nel 1647 in completa povertà.
Pittore ed incisore di scene di genere satirico e grottesco, secondo il gusto di Adriaen Brouwer e di van der Venne, ma che tuttavia Quast carica di valori grafico-plastici più che pittorici, usando chiaroscuri  e toni chiari fortemente contrapposti.

## Opere
- L'operazione al piede, Rijksmuseum, Amsterdam
- Giocatori di carte con donna che fuma la pipa
- Soldati che giocano a dadi
- A Party of Merrymakers, c. 1635-38, 37.5 x 49.5 cm, Oil on wood, Metropolitan Museum of Art, New York
- Estrazione della pietra della follia

## Galleria d'immagini

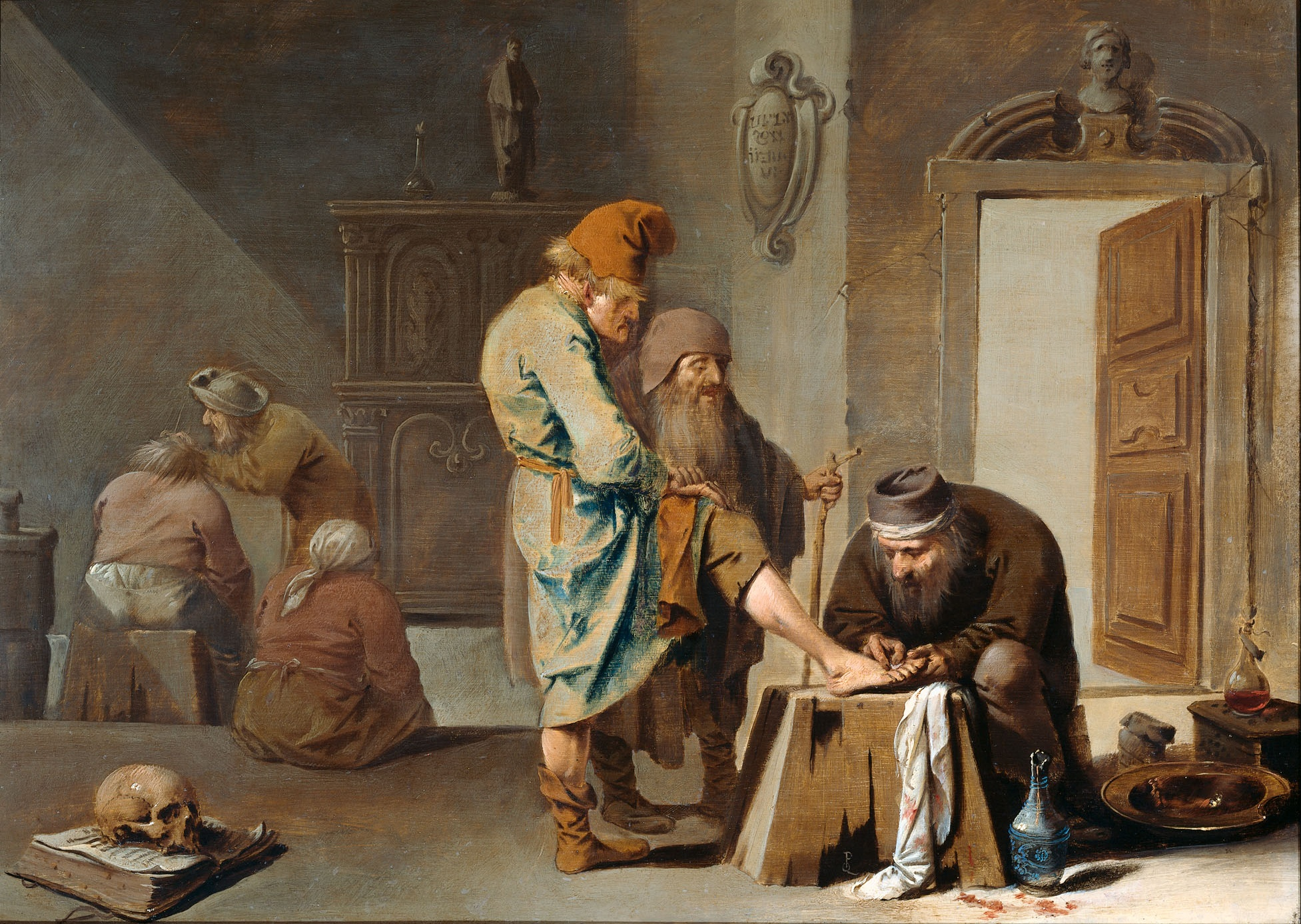
L'operazione al piede
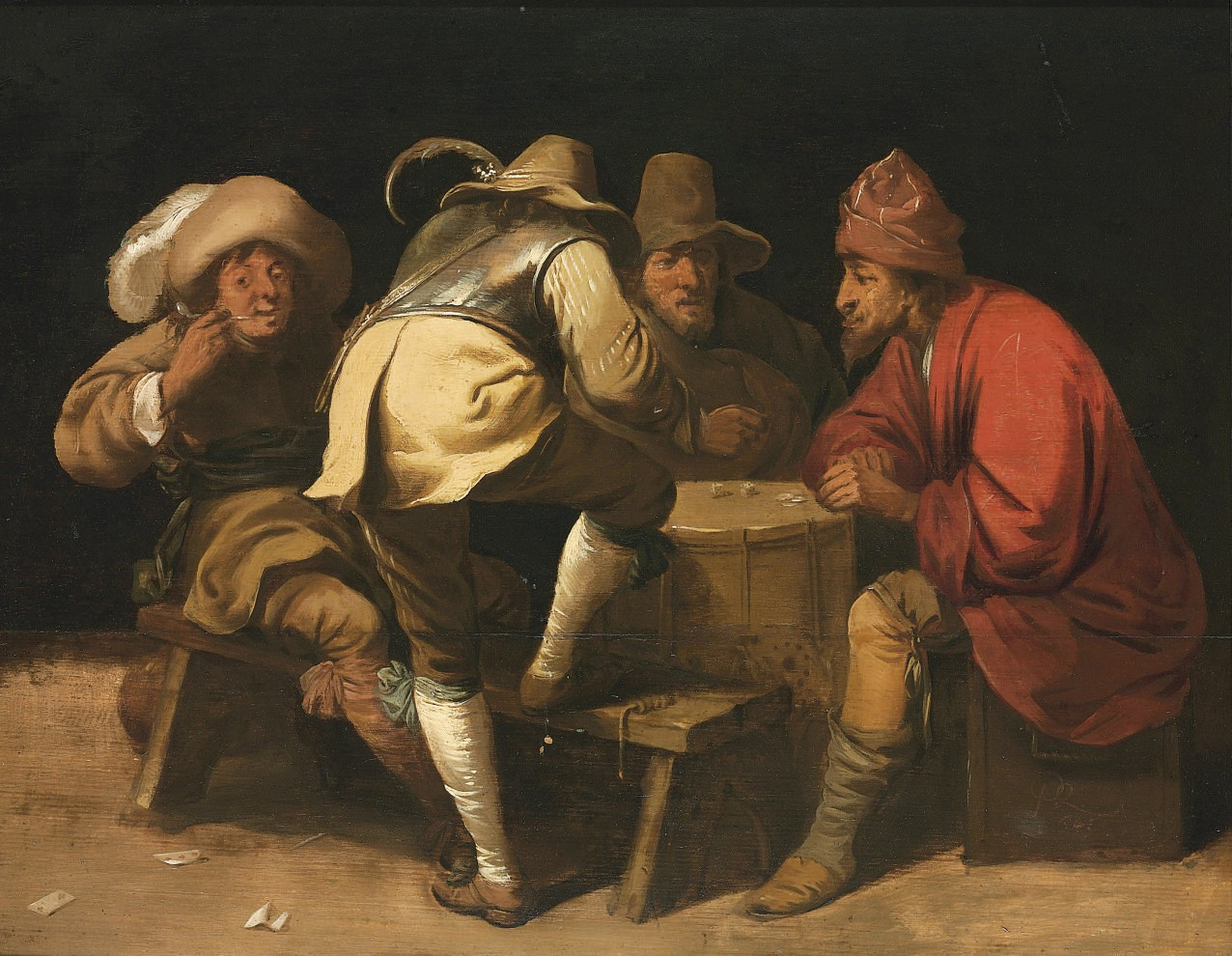
Soldati che giocano a dadi
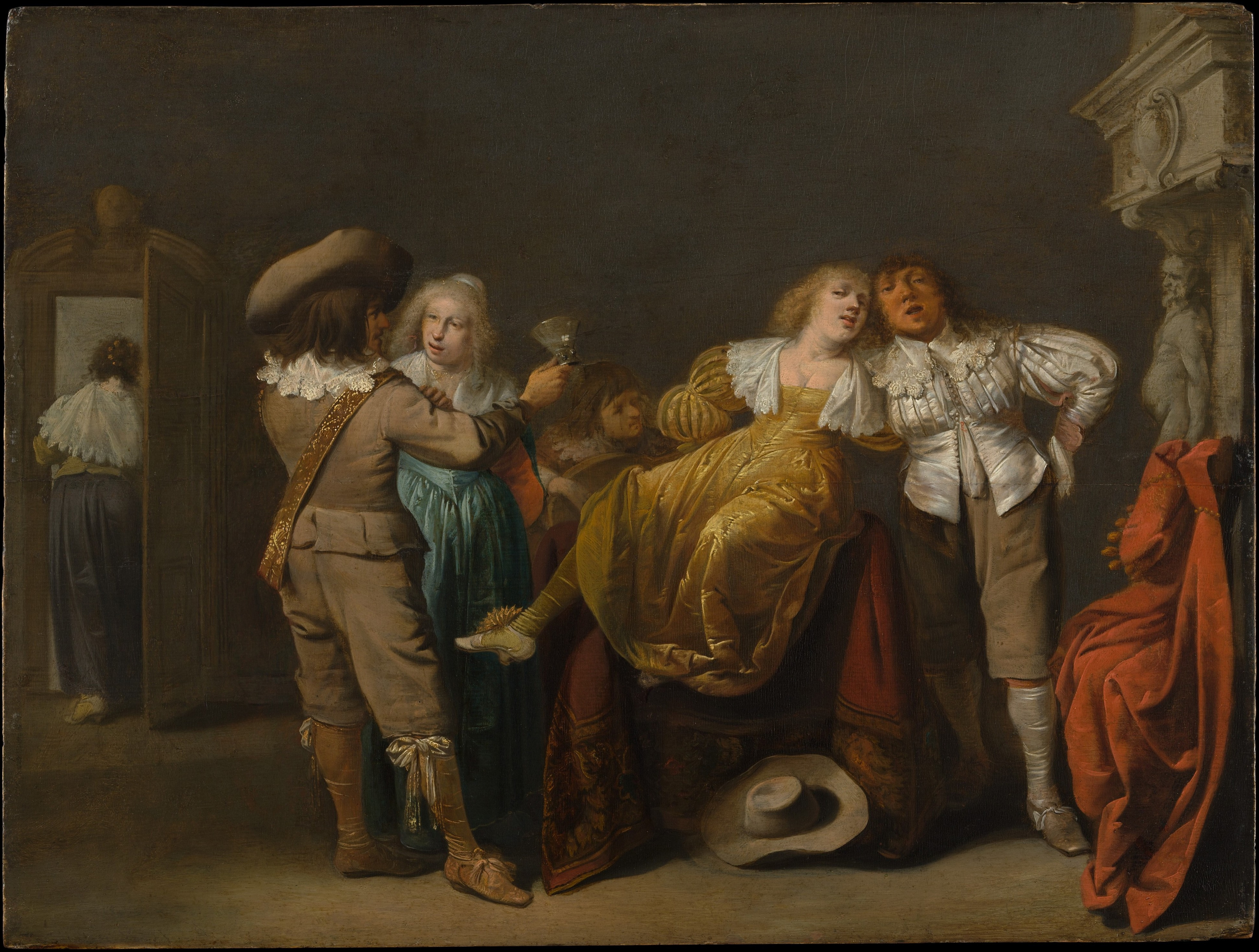
A Party of Merrymakers
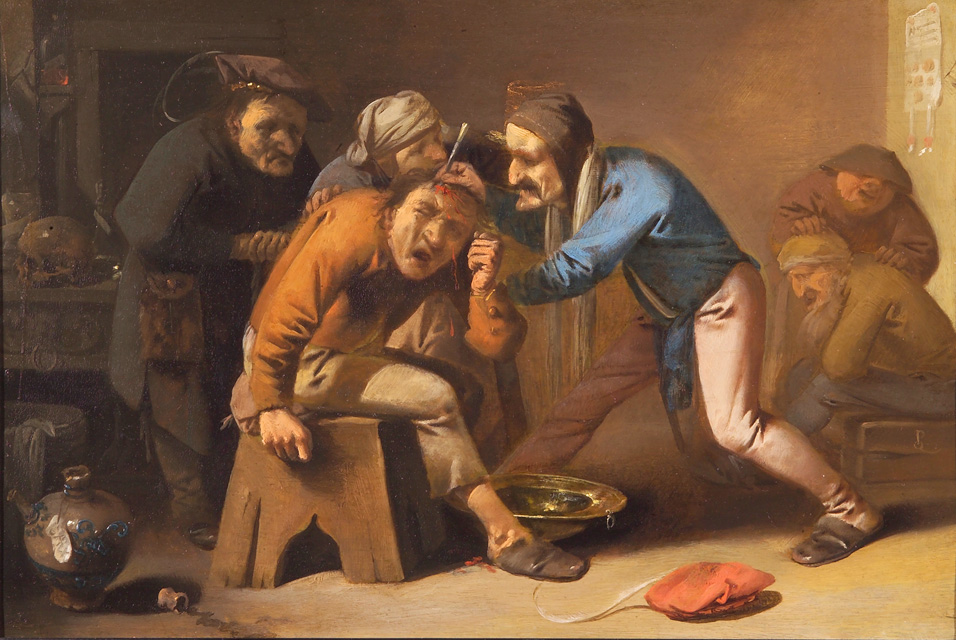
Estrazione della pietra della follia